# Martina Rosucci
Martina Rosucci (Turín, Italia; 9 de mayo de 1992) es una futbolista italiana. Juega como mediocampista y su equipo actual es el Juventus de Turín de la Serie A y forma parte de la selección de fútbol femenino de Italia.

## Carrera
Rosucci jugó en el ACF Torino ASD antes de mudarse a la ACF Brescia en 2011. Se unió a la Juventus de Turín en 2017.

## Selección nacional
Rosucci fue convocada por el técnico Antonio Cabrini para formar parte de la selección nacional femenina de fútbol de Italia para la Eurocopa Femenina 2013. También fue incluida en el equipo de Italia para la Eurocopa Femenina 2017.

## Palmarés
ACF Brescia
- Serie A (2): 2013/2014, 2015/2016.
- Copa Italia Femenina (3): 2011/2012, 2014/2015, 2015/2016.
- Supercopa Femenina de Italia (3): 2014/2015, 2015/2016, 2016/2017.

Juventus de Turín
- Serie A (4): 2017/2018, 2018/2019, 2019/2020, 2020/2021.
- Copa Italia Femenina (1): 2018/2019.
- Supercopa Femenina de Italia (2): 2019, 2020.

 Italia 
- Campeonato Europeo Femenino Sub-19 de la UEFA (1): 2008.

## Distinciones
Pallone Azzurro (1)
- Mejor futbolista italiana: 2015.